# 湧別線
湧別線（ゆうべつせん）は、かつて北海道の野付牛駅（現北見駅） - 遠軽駅 - 湧別駅間を結んだ、日本の国有鉄道（鉄道省）の鉄道路線である。
1932年（昭和7年）10月1日に下記のように分割され、消滅した。
1. 石北本線（現・北海道旅客鉄道）の一部　野付牛駅 - 遠軽駅間
2. 名寄本線（現在廃止）の一部　湧別駅 - 中湧別駅 - 遠軽駅間